# Taubenapfel von St. Louis
Der Taubenapfel von St. Louis zählt zu den alten Apfelsorten. Er entstand vor 1855 und wurde von der Baumschule der Gebrüder Simon Louis in Metz verbreitet. Eventuell ist er identisch mit dem Wettringer Taubenapfel (kurz Wettringer), der eine in der ersten Hälfte des 19. Jahrhunderts entstandene Lokalsorte des westlichen Mittelfrankens sein soll.
Es ist ein guter Tafel- und Wirtschaftsapfel, der im Oktober pflückreif ist und seine Genussreife von Oktober bis Dezember behält.
Die Ansprüche an den Boden sind hoch, dagegen stellt er an das Klima keine besonderen Ansprüche.
Der starkwüchsige Baum benötigt nur wenig Pflege und ist sehr robust gegen Schädlinge, Krankheiten und Holzfrost.
Die Früchte sind überwiegend dunkelrot gefärbt, um den Kelch oft mit typischer rosa Grundfarbe. Sie werden klein bis mittelgroß, und ihr Fruchtfleisch ist saftig, angenehm süßsäuerlich und etwas schorfanfällig.